# Provincia de Gauteng
Gauteng es una de las nueve provincias que forman la República de Sudáfrica. Su capital es Johannesburgo. Está ubicada al noreste del país, limitando al norte con Limpopo, al este con Mpumalanga, al sur con Estado Libre y al oeste con Noroeste.
Antiguamente formaba parte de la provincia de Transvaal, hasta las elecciones multirraciales del 27 de abril de 1994. Al principio se la llamó Pretoria-Witwatersrand-Vereeniging (o PWV) pero en diciembre de ese año recibió el nombre actual.
Situada en el corazón del Highveld, Gauteng es la provincia más pequeña del país con solo un 1,4% de su superficie, pero está altamente urbanizada y tiene una población de 12.272.263 habitantes según el censo de 2011.
El nombre Gauteng proviene de la lengua sesoto que significa Tierra del oro, haciendo referencia a la minería de ese metal precioso que se instaló en la zona tras el descubrimiento de 1886 en Johannesburgo. La frase en sesoto deriva del vocablo en idioma afrikáans "goud" (oro) más el sufijo de lugar "ng." Cuando se pronuncia correctamente, la primera letra del nombre Gauteng es una J ([x] o [χ] en API), como la combinación "ch" en la palabra alemana "achtung" o en el neerlandés Van Gogh. Esta pronunciación gutural es natural en los idiomas sesoto y afrikáans.

## Historia
En esta provincia se encuentran los yacimientos paleoantropológicos de Kromdraai, donde Robert Broom encontró los fósiles de los primeros Paranthropus robustus en 1938.
El descubrimiento de oro en 1886 en el Witwatersrand permitió el desarrollo de uno de los mayores centros mineros del mundo. Para la historia anterior a 1994, véase Transvaal.

## Geografía

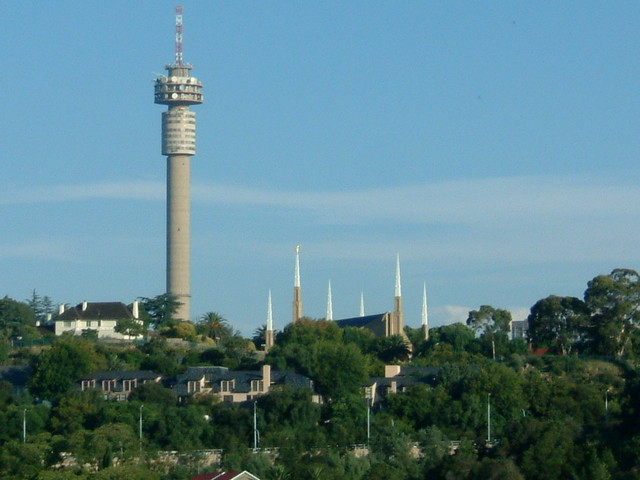
Torre de Hillbrow y el templo mormón rodeado de jacarandas en la histórica zona de Parktown en las afueras de Johannesburgo.

Su frontera sur es el río Vaal que la separa del Estado Libre, también es fronteriza con la provincia del Noroeste, Limpopo y la provincia de Mpumalanga.

## Demografía
De acuerdo al censo de octubre de 2001, es hogar de 8,8 millones de personas (9,7 millones en 2007), casi el 20% del total del país. Siendo a la vez la provincia con mayor aumento demográfico (un 20% entre 1996 y 2001), Gauteng probablemente se convierta pronto también en la provincia más poblada.
De acuerdo al censo de octubre de 2001, es hogar de 8,8 millones de personas (9,7 millones en 2007), casi el 20% del total del país. Siendo a la vez la provincia con mayor aumento demográfico (un 20% entre 1996 y 2001), Gauteng probablemente se convierta pronto también en la provincia más poblada.
| Grupos étnicos | Grupos étnicos |               | Lenguas | Lenguas |
| Negros         | 73,8%          | Zulú          | 21,5%   |         |
| Blancos        | 19,9%          | Afrikáans     | 14,4%   |         |
| Mestizos       | 3,8%           | Sotho del sur | 13,1%   |         |
| Asiáticos      | 2,5%           | Inglés        | 12,5%   |         |

## Economía
Gauteng se considera el centro de la economía de Sudáfrica y contribuye fuertemente a los sectores financieros, de manufactura, transportes, tecnología y telecomunicaciones, entre otros. También es la sede de un gran número de compañías internacionales que requieren una base comercial y una puerta hacia el continente africano.
Aunque Gauteng es la más pequeña de las 9 provincias del país - cubre solo un 1,4% de la superficie total del país - contribuye en más del 38% a su producto interno bruto (PIB) así como al 60% de sus ingresos fiscales. De hecho, Gauteng genera el 9% del PIB de todo el continente africano.

## Crecimiento futuro
Gauteng está creciendo rápidamente, debido a la urbanización masiva, característica de muchos países desarrollados. Según el Informe del Estado de las Ciudades, la porción urbana de Gauteng - formada principalmente por las ciudades de Johannesburgo, Ekurhuleni (el Rand del Este) y Tshwane (Pretoria extendida) - será una región urbana policéntrica con una población proyectada de 14,6 millones de personas hacia el año 2015, haciendo de ella una de las ciudades más grandes del mundo. Sin embargo, la proliferación del VIH/sida impide esta proyección.
Este rápido crecimiento ha traído oportunidades y desafíos. Como punto focal global, con acceso a las tierras interiores de Sudáfrica, Gauteng puede vincular el mundo con una población de aproximadamente el mismo tamaño de los Estados Unidos. Se está convirtiendo velozmente, para el África subsahariana, en lo que la megalópolis del borde del este es para América. Pero los obstáculos son formidables, como la facultad de dar acceso a servicios básicos como electricidad y agua potable. El transporte también es un problema mayor y Johannesburgo, el corazón de Gauteng, está comenzando a experimentar serios problemas de tráfico como las ciudades de Los Ángeles y Bangkok. El Tren Rápido de Gautrain es un intento de remediar este problema, entregando un servicio de trenes eficiente y de alta velocidad entre Pretoria, Sandton, Johannesburgo y el Aeropuerto Internacional Oliver Reginald Tambo, el cual entró en funcionamiento el año 2010.
La imposibilidad del gobierno de lidiar con la corrupción agrega un problema a la región, ya bullente de inmigrantes ilegales. Estos refugiados desde el resto de África van hacia el centro económico de Sudáfrica en busca de una vida mejor, trayendo con ellos los legados de los países que han dejado. Por lo que parece que esta región continuará salvando a las personas de otros estados africanos, sin ser afectada de forma negativa.

## Educación
Gauteng es un centro de enseñanza en Sudáfrica y sede de muchas universidades y otras instituciones de educación superior:
- Academia de Liderazgo de África[3]
- CTI Education Group[4]
- Damelin[5]
- Lyceum College[6]
- Midrand Graduate Institute[7]
- Monash University South Africa Campus[8]
- Rabbinical College of Pretoria
- St Augustine College of South Africa[9]
- Tshwane University of Technology[10]
- University of Johannesburg[11]
- Universidad de Limpopo
- Universidad de Pretoria[12]
- Universidad de Sudáfrica[13]
- Universidad de Witwatersrand[14]
- Vaal University of Technology[15]

El Departamento de Educación de Gauteng emprendido un proyecto totalmente funcional de laboratorios ICT para todas las escuelas públicas de Gauteng. El nombre de este proyecto es Gauteng OnLine.

## Conservación
Aunque la provincia de Gauteng está dominada por las áreas urbanas de Johannesburgo y Pretoria, tiene hermosas reservas naturales:
- Marievale Bird Sanctuary
- Abe Bailey Nature Reserve
- Kromdraai Conservancy
- Roodeplaat Nature Reserve.
- Suikerbosrand Nature Reserve

## Deportes y recreación

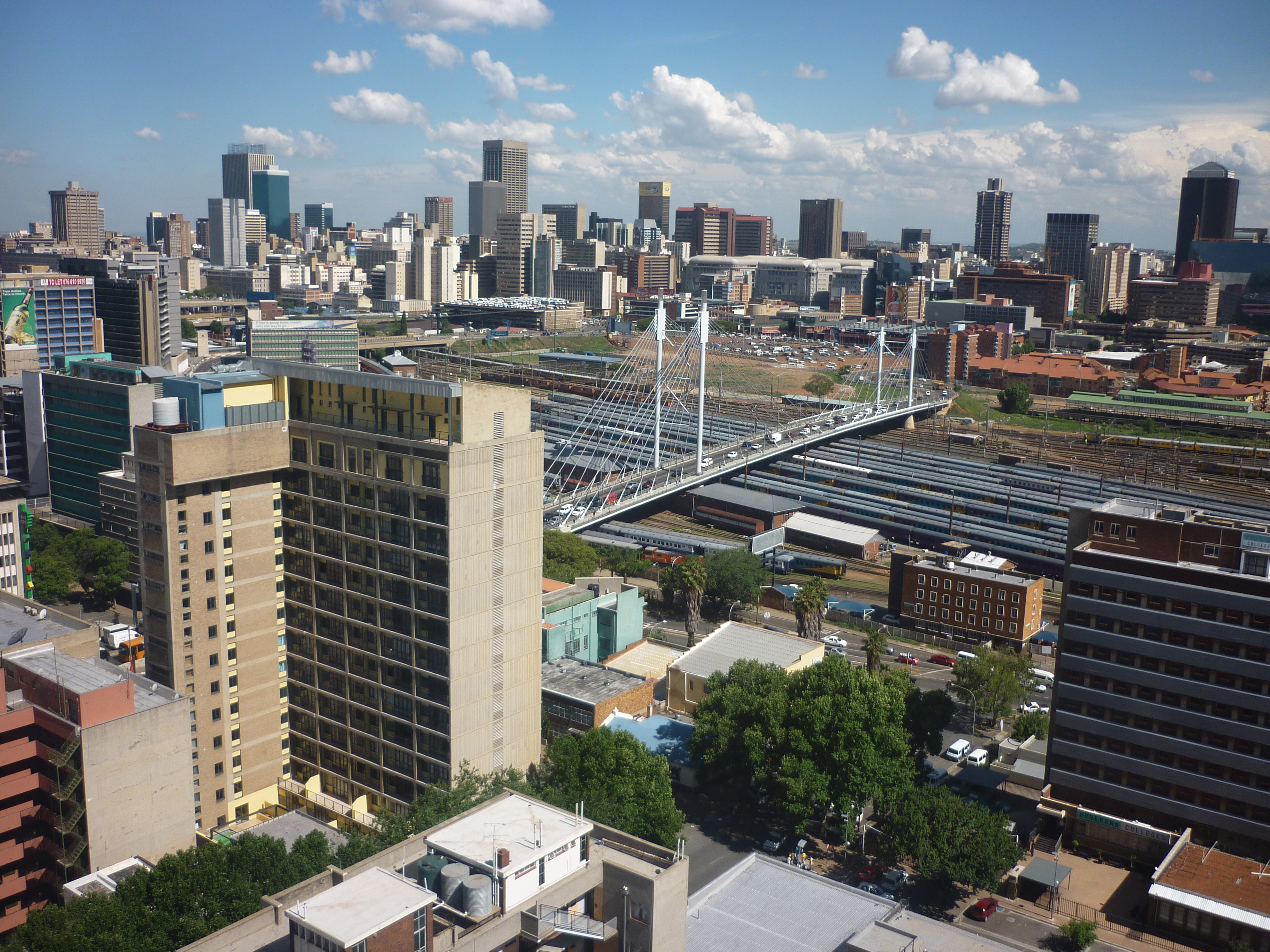
Distrito comercial central de Johannesburgo

El rugby es un deporte muy popular en el país y en Gauteng en particular. Dos equipos de rugby de Gauteng participan en el campeonato Super Rugby del Hemisferio Sur: los Bulls de Pretoria y los Lions de Johannesburgo. Tres equipos de Gauteng juegan en la competencia nacional, la Currie Cup: los Blue Bulls de Pretoria, los Golden Lions de Johannesburgo y los Falcons de Rand del Este.
La caminata y la escalada también son populares en Gauteng, pero las tasas de criminalidad y la negligencia urbana han hecho difícil e incluso peligroso caminar por los parques y áreas verdes. Para mayores informaciones sobre caminatas en Gauteng, ver Gauteng Dogwalks - tiene fotos, mapas y datos sobre seguridad en los parques provinciales.
También hay atracciones turísticas como: las Cuevas de Sterkfontein y la Cueva Maravilla de Kromdraai que están en la Cuna de la Humanidad Patrimonio Mundial de la Humanidad.
El Fútbol también es un deporte popular en el país y varios equipos de Gauteng juegan en la Premier Soccer League (PSL), incluyendo a los Kaizer Chiefs y a los Orlando Pirates.
Véase también: Vodacom Cup

## Ciudades importantes
- Alberton
- Benoni
- Boksburg
- Bryanston
- Heidelberg
- Johannesburgo
- Pretoria
- Randburg
- Roodepoort
- Sandton
- Soweto
- Springs
- Vanderbjilpark
- Vereeniging

## Universidades
- Universidad de Tecnología Tshwane
- Universidad de Johannesburgo
- Universidad de Pretoria
- Universidad de Sudáfrica
- Universidad de Tecnología Vaal
- Universidad de Witwatersrand